# Franz Best
Franz Best (* 12. Oktober 1853 in Osthofen; † 16. Oktober 1939 ebenda) war ein hessischer Politiker (NLP) und Abgeordneter der 2. Kammer der Landstände des Großherzogtums Hessen.
Franz Best war der Sohn des Gutsbesitzers und Bierbrauers Jakob Best (in amtlichen Dokumenten Jakob Best V.) und dessen Frau Katharina, geborene Kippenberger. Am 15. Mai 1897 heiratete Franz Best, der evangelischem Glaubens war, Babette geborene Müller.
Franz Best arbeitete als Gutsbesitzer auf dem elterlichen Gut und wurde 1908 zum Ökonomierat ernannt.
In der 33. bis 36. Wahlperiode (1905–1918) war Franz Best Abgeordneter der zweiten Kammer der Landstände des Großherzogtums Hessen. In den Landständen vertrat er den Wahlbezirk Rheinhessen 4/Osthofen. 